# Place Mohammed-V
La place Mohammed-V est une place située dans le quartier Saint-Victor du 5e arrondissement de Paris.

## Situation et accès
La place Mohammed-V est desservie à proximité par la ligne 10 à la station Cardinal Lemoine et par la ligne 7 à la station Sully-Morland.

## Origine du nom
Cette place rend hommage au roi du Maroc Mohammed V (1909-1961) en raison de sa proximité avec l'Institut du monde arabe.

## Historique
Cette place récente de Paris a été nommée en 2003.

## Bâtiments remarquables et lieux de mémoire
- Accès à l'Institut du monde arabe (IMA).
- Une des entrées du campus de Jussieu de l'université Pierre-et-Marie-Curie (UPMC).
- Une sculpture de Mona Saudi (1987), don de la Jordanie.